# Йорданка Кузманова (биоложка)
 Тази статия е за микробиоложката.  За актрисата вижте Йорданка Кузманова.  
Йорданка Найденова Кузманова е българска микробиоложка, член-кореспондент на БАН (2008).

## Биография
Родена е на 13 ноември 1948 г. в София. През 1971 г. завършва биохимия и микробиология в Софийския университет. От 1976 г. е кандидат на науките (доктор). Същата година става асистент в Аграрния университет в Пловдив. След това е последователно е старши асистент (1978), главен асистент (1981), доцент (1986), професор (1999). От 1987 г. е заместник-декан на Факултета по защита на растенията и почвата на Аграрния университет. Между 1990 и 1995 г. е декан на Факултета по растителна защита и агроекология. От 1995 до 1999 г. ръководи катедрата по „Микробиология и екологични биотехнологии“. През 1998 г. защитава дисертация на тема „Bacillus thuringiensis Berl- български щамове, характеристика и приложение“ за доктор на селскостопанските науки. В периода 1999 – 2007 г. е ректор на Аграрния университет в Пловдив. От 2008 г. е член-кореспондент на БАН. Същата година отново става ръководител на катедра „Микробиология и екологични биотехнологии“. Води лекции в Бургаския свободен университет, Аграрния университет, Кордовския университет в Испания, Университета в Бон. Между 2003 и 2008 г. е председател на Съвета на ректорите и до 2009 г. член на Президиума на Висшата атестационна комисия. Била е в Управителния съвет на БАН (2005 – 2008). Членувала е в Управителния съвет на Европейска асоциация на университетите и в Управителния съвет на Централна европейска инициатива, Триест. Има патент за производство на диетично сирене. Почетен гражданин на Атланта, Джорджия.